# Lophoziaceae
Lophoziaceae là một họ rêu trong bộ Jungermanniales.